# Yamazon
Yamazon（ヤマゾン、2000年4月6日 - ）は、日本のDJ・音楽プロデューサー・シンガーソングライター。兵庫県出身。

## 略歴
高校生の頃、海外のDJ、Marshmelloに憧れリミックスから活動を開始。Marshmelloの"Alone"のリミックスをSoundCloudなどに公開したところ累計10万回再生され、SoundCloudのダウンロード上限回数の上限を記録した。また、Marshmello本人の目に留まり、本人から直々にメッセージやリツイート、いいねを貰った。また、音楽アカウントとは別に、Yamazonのプライベートアカウントにまで何気ないツイートにもMarshmelloが反応するなど、交流がとても深いこともあった。 それらをきっかけに本格的に活動を開始。 
2018年、アメリカのワシントンD.C.を拠点とするSimplify Recordingsとの契約後オリジナル曲"Miss U"をリリース。"Miss U"は海外のDJ含めたくさんのリスナーに賞賛された。 
2019年、"BFF"をリリース。Spotifyでは、6万回以上も再生され、LINE MUSICでは、週間人気曲ランキングにランクイン。自身が初めて日本語でリリックを書き、ダンスミュージック制作の経験を屈指し、トラックメイクから作詞、レコーディングまで全てYamazon自身で完成させた。これは、彼のデビューシングルともいえるだろう。
その後、avexが運営する音楽マガジンサイトなどで紹介されるなど、大手の事務所からも声がかかることがあった。
2020年より、自身のレーベル"ZonKettle Music by Zon Group"を運営しながら個人での音楽活動、音楽プロデューサーとしての楽曲提供を主に活動している。

## リリース

### 2010年代
- 2015年「Starting Now (Original Mix)」
- 2016年「Marshmello - Alone (Yamazon Remix)」
- 2017年「Passion」
- 2017年「Magic」
- 2017年「I'm Sad」
- 2018年「Fade It」
- 2018年「Growth」
- 2018年「Miss U」
- 2019年「BFF」
- 2019年「BFF (7emo Mix)」
- 2019年「BFF (VIP Mix)」
- 2019年「BFF (Acoustic)」

### 2020年代
- 2020年「2YUT0」
- 2020年「2YUT0 (VIP Mix)」
- 2020年「2YUT0 (Acoustic)」
- 2021年「I Wanna See U Again」
- 2021年「I Wanna See U Again (Acoustic)」
- 2021年「Rise」
- 2021年「Rise (Instrumental)」
- 2021年「Rise (Summer Mix)」
- 2021年「Rise (VIP Mix)」
- 2021年「Rise (Acoustic)」
- 2021年「依存」
- 2021年「依存 (VIP Mix)」
- 2021年「依存 (Acoustic)」
- 2022年「Rise (Hyperpop Mix)」
- 2022年「Rise (Orchestra Version)」
- 2022年「依存 (2022 Remastered)」
- 2022年「依存 (2022 Hyperpop Mix)」
- 2023年「MAKE MONE¥」
- 2023年「What Are U Doing? (feat.7emo)」
- 2023年「才能の華」
- 2024年「才能の華 (VIP Mix)」
- 2024年「It's too early to tell U」